# クライスラー・アヴィアット
クライスラー・アヴィアット (Chrysler Aviat) は1994年の北米国際オートショーで発表されたコンセプトカーである。

## 概要
アヴィアットはダッジ・ネオンのプラットフォームをベースにスポーティなモデルを開発することを目的としてデザインされた。2人乗りのアヴィアットは、特に空気力学に重点を置いて設計された。リアホイールが覆われたデザインで、サイドにはエアインテークが配置された。また、シザーズドアを採用しているのも特徴。
エンジンは、2.0 L DOHC 直列4気筒を搭載し、最高出力は147 PS (109kW) を発揮する。エンジンはフロントに搭載されたが、冷却システムはリアに搭載された。最高速度は201 km/h。